# Sukō
Der japanische Kaiser Sukō (jap. 崇光天皇, Sukō Tennō) (* 25. Mai 1334; † 31. Januar 1398) war der dritte der sogenannten Ashikaga-Thronprätendenten (obwohl diese Bezeichnung hier nicht ganz exakt ist) des Nordhofes während der Zeit der Nord- und Südhöfe.  Er beanspruchte den Thron vom 18. November 1348 bis 26. November 1351.  Sein persönlicher Name war ursprünglich Masuhito (益仁), später änderte er ihn in Okihito (興仁).

## Genealogie
Sein Vater war Kaiser Kōgon.  Sein Vorgänger als Kaiser des Nordhofes war Kaiser Kōmyō, sein Onkel und jüngerer Bruder von Kaiser Kōgon.
- Hofdame Niwata (Minamoto) ?? (庭田（源）資子)
  - erster Sohn: Kaiserlicher Prinz Fushimi-no-miya Yoshihito (伏見宮栄仁親王) (Erster Fushimi-no-miya)
  - zweiter Sohn: Prinz Okinobu (興信法親王) (Buddhistischer Priester)
- Hofdame Yasukuku-dono (安福殿女御)
- Gemahlin: Sanjō ?? (三条局)
  - erste Tochter: ?? (瑞室)
  - dritter Sohn: Prinz Kōsuke ?? (弘助法親王) (Buddhistischer Priester)

## Leben
Im Jahre 1348 wurde er Kronprinz und noch im gleichen Jahr nach Abdankung seines Vorgängers, Kaiser Kōmyō Kaiser am Nordhof. Obwohl Kōgon noch als Klosterkaiser regierte, kam es zu Rivalitäten zwischen Ashikaga Takauji und Ashikaga Tadayoshi. 1351 verbündete sich Takauji wieder mit dem Südhof und zwang Kaiser Sukō zur Abdankung. Damit war die Wiedervereinigung der kaiserlichen Erblinie beabsichtigt. Dieser Frieden hielt jedoch nicht lange. 1352 räumte die südliche Dynastie Kyoto und entführten die abgedankten (Nordhof-)Kaiser Kōgon und Kōmyō wie auch Sukō und den Kronprinzen Naohito, den Sohn von Kōgon. Deshalb machte Takauji Kōgon's zweiten Sohn, den Kaiserlichen Prinzen Iyahito zum Kaiser (erster  Fushimi-no-miya).
Nach seiner Rückkehr nach Kyoto im Jahre 1357, begann Kaiser Sukō's Sohn, Kaiserlicher Prinz Yoshihito mit dem Shogunat zusammenzuarbeiten, um zum Kronprinzen ernannt zu werden. Das Bakufu beschloss stattdessen jedoch, Kaiser Go-Kōgon's Sohn (den späteren Kaiser Go-En’yū) zum Kronprinzen zu machen.
1398 starb Kaiser Sukō. 30 Jahre später, 1428, wurde sein Urenkel Hikohito (彦仁), als adoptierter Sohn von Kaiser Go-Komatsu zum Kaiser Go-Hanazono.

## Äras während seiner Regentschaft
- Nordhof
  - Jōwa
  - Kan’ō
  - Shōhei

## Rivalen am Südhof
- Go-Murakami

| Vorgänger | Amt                                    | Nachfolger |
| --------- | -------------------------------------- | ---------- |
| Kōmyō     | Japanischer Kaiser (Nordhof) 1348–1351 | Go-Kōgon   |

| Personendaten    | Personendaten                                                                           |
| ---------------- | --------------------------------------------------------------------------------------- |
| NAME             | Sukō                                                                                    |
| ALTERNATIVNAMEN  | 崇光天皇 (japanisch); Masuhito (persönlicher Name); 益仁 (persönlicher Name, japanisch) |
| KURZBESCHREIBUNG | japanischer Kaiser                                                                      |
| GEBURTSDATUM     | 25. Mai 1334                                                                            |
| STERBEDATUM      | 31. Januar 1398                                                                         |